# Bill W. Dufwa
Bill Wilhelm Dufwa, född 15 oktober 1937, död 14 augusti 2024, var en svensk jurist och rättsvetenskaplig forskare och författare.
Dufwa blev juris kandidat 1962 och juris doktor 1993. Han blev universitetslektor i handelsrätt vid Stockholms universitet 1972, var t.f. professor i civilrätt 1975–1983 och t.f. professor i försäkringsrätt 1990–1993. Från 1993 till sin pensionering var han professor i försäkringsrätt vid Stockholms universitet.
Dufwa har skrivit om bland annat skadeståndsrätt och försäkringsrätt. Inom skådeståndsrätten är han särskilt känd som författare inom området produktansvarsrätt, och hans doktorsavhandling Flera skadeståndsskyldiga utgör en mycket omfattande genomgång av ämnet.
Dufwa var även internationellt verksam, huvudsakligen i Frankrike och Tyskland.
År 2006 tillägnades han en festskrift under titeln Essays on Tort, Insurance Law and Society in Honour of Bill W. Dufwa. 2012 tilldelades han Bertil Bengtsson-Priset av Försäkringsjuridiska föreningen, ett pris som delas ut var tredje år.